# Börje Larsson (strålningsbiolog)
Hans Börje Larsson, född 3 juni 1931 i Stockholm, död 12 oktober 1998 i Gryta församling, Uppsala län, var en svensk forskare och professor inom medicinsk strålningsbiologi. Han är känd som uppfinnaren av Gammakniven samt har gett viktiga bidrag till utveckling av strålbehandling med Boron Neutron Capture Therapy (BNCT) samt bilddiagnostik med Positronemissionstomografi (PET).

## Biografi
Börje Larsson, som var son till fångvårdsinspektör Anders Larsson och Alvida Sörensen, växte upp i Norrköping, där han avlade studentexamen 1949. Han avlade filosofisk ämbetsexamen vid Stockholms högskola 1955, civilingenjörsexamen vid Kungliga Tekniska högskolan 1958 och filosofie licentiatexamen vid Uppsala universitet 1961. Under sin studietid fick Larsson kontakt med The Svedberg, som vid denna tid var föreståndare för Gustaf Werners institut i Uppsala. Detta var ett kärnfysikaliskt och kärnkemiskt center uppbyggt kring en synkrocyklotron, som kunde accelerera protoner upp till en energi av 185 MeV. År 1954 blev Larsson forskningsassistent vid institutet, där han arbetade med biomedicinska tillämpningar vid den nyutvecklade yttre protonstrålen,  och erhöll 1963 en särskild forskartjänst i strålningsbiologi för Statens råd för atomforskning med placering vid nämnda institut. 
Larsson disputerade 1962 på avhandlingen ”On the application of a 185 MeV proton beam to experimental cancer therapy and neurosurgery: a biophysical study”, ett experimentellt arbete som behandlade aspekter inom kärnfysik, accelerator-teknologi och strålningsbiologi med målsättningen att framställa kliniska terapistrålar för cancerbehandling. Delar av avhandlingsarbetet utfördes vid Institutionen för zoofysiologi i Uppsala. År 1962 blev han docent i strålningsbiologi, 1966 biträdande professor och 1979 professor i fysikalisk biologi. År 1968 blev han även tillförordnad biträdande professor i lantbrukets radiobiologi vid Lantbrukshögskolan.
Larsson arbetade också som forskarhandledare vid Sveriges lantbruksuniversitet i Uppsala. I sin roll som handledare och examinator vid Uppsala universitet handledde Larsson cirka 30 doktorander. 1991 erbjöds han en professorstjänst i Medicinsk strålningsbiologi vid Zürich universitet där han blev kvar till sin pensionering. Under sin tid i Schweiz bedrev han grundläggande strålbiologiforskning i Zürich i kombination med tillämpad forskning vid Paul Scherrer Institut i Villigen, nära Zürich.
Larsson hade många internationella samarbetspartners. Han var rådgivare till många stora internationella acceleratorcentra, som utvecklades för strålterapi och strålkirurgi och var gästforskare vid många utländska universitet. Under ett par år var han bland annat gästforskare vid Institut Laue-Langevin i Grenoble. Han anordnade många internationella möten, till exempel, det sjunde internationella symposiet om boronneutronterapi som hölls i Zürich 1996.
Larsson var en återkommande deltagare i den offentliga debatten och var mycket intresserad av att göra vetenskapliga fynd mer allmänt kända. Tillsammans med Sven Kullander skrev han två populärvetenskapliga böcker: Mikrokosmos (1984) och Out of Sight – från Quarks till Living Cells (1994). Han gav också ut böcker där han värderade risker med strålning från kärnkraft, både före och efter Tjernobyl-olyckan.
Larsson invaldes som ledamot av Kungliga Vetenskapssamhället i Uppsala 1969  och av Statens livsmedelsverks vetenskapliga råd för radioaktivitetsfrågor 1983. Han är begravd på Uppsala gamla kyrkogård.

## Forskningsområden
Nedan nämns några utvecklingsområden där Larsson lämnade betydelsefulla bidrag i gränslandet mellan strålning, behandling och diagnostik:

### Extern protonstrålebehandling
Efter ett mångårigt forsknings- och försöksarbete av en stor svensk forskargrupp genomfördes i december 1958 världens första "protonstråleoperation". Forskargruppen bestod av professor Lars Leksell, professor Bror Rexed, docent Patrick Sourander, fil. mag. Börje Larsson samt laboratorn Bengt Anderson. Patienten, en 55-årig man med en organisk nervsjukdom, angavs ha blivit helt återställd, även om reservationer lämnades för att definitiva resultat krävde längre tids uppföljning.
Larsson var drivkraften i det efterföljande arbetet med att inrätta program för protonbestrålning av tumörpatienter, som ägde rum antingen i samarbete med kliniker vid Uppsala Akademiska sjukhus eller vid Karolinska sjukhuset i Stockholm. Tillsammans med kollegor utvecklade Larsson nya dosimetriska metoder och utförde experiment där de biologiska effekterna av protoner analyserades. Han deltog aktivt i planering av acceleratorcentra för protonbehandling av cancer i USA, Europa och Japan. Mycket genom Larssons arbete har protonterapi blivit en etablerad teknik inom cancerbehandling.

### Protonkniven
Larssons arbete inom tumörbehandling med protoner följdes av viktiga bidrag till utvecklingen av strålkirurgi. Han studerade både fysiska och biologiska aspekter av strålkirurgi, och i samarbete med patologer och neurokirurger studerade han fysiologin av strålinducerade skador. Kliniskt utfördes strålkirurgiska behandlingar av olika hjärnsjukdomar, inklusive Parkinsons sjukdom och kärlmissbildningar.

### Gammakniven
På 1970-talet var det uppenbart att cyklotronen vid GWI behövde uppgraderas vilket skulle innebära ett mångårigt avbrott i den kliniska forskningen med protonstrålar. För att kunna fortsätta den neurokirurgiska forskningen, åtminstone till en del, byggdes under 70-talet en utrustning som i dagens terminologi kallas för "Gammakniven". Projektet var ett samarbete mellan Larsson, som var ansvarig för de fysiska / tekniska aspekterna, och neurokirurg Lars Leksell. Ett företag Elekta AB, finansierat av Leksell, kommersialiserar enheten som fortfarande utvecklas och säljs över hela världen. 1986 bildades en ny organisation TSL (The Svedberg Laboratory) för att driva den nybyggda cyklotronen. Det vetenskapliga programmet runt TSL organiserades i ett nytt universitetsämne, Strålningsvetenskap, som omfattade både kärn- och partikelfysik och fysikalisk biologi. Profilen för det nya institutet var starkt influerat av Larssons biomedicinska forskning och erbjöd goda möjligheter till cancerterapi och kirurgi med protonstrålar, strålningsbiologi, radionuklidproduktion och radiokemi.

### BNCT
Larsson hade ett tidigt intresse för Boron Neutron Capture Therapy (BNCT), där tumörvävnad "laddas" med elementet bor (anrikat B-10). Under neutronbestrålning absorberar boratomerna neutroner av låg energi (speciellt termiska neutroner), vilket orsakar en kärnreaktion som producerar litium- och heliumjoner med hög energi och som har förmåga att döda cancerceller. Larsson fortsatte aktivt denna utveckling i både Schweiz och Sverige, där forskningsreaktorn i Studsvik rekonstruerades för ett kliniskt behandlingsprogram. Behovet av en dedicerad reaktor och de tekniska och logistiska svårigheterna i samband med detta har emellertid förhindrat tekniken att bli en kliniskt etablerad behandlingsmetod.

### PET
Tidigt fann man att det i patienter som bestrålades med protoner bildades små mängder av kortlivade radionuklider, där en av de vanligaste var kol-11 med 20 minuters halveringstid. Dessa radionuklider märkte ”in vivo” olika biomolekyler. Tanken väcktes att man skulle kunna studera olika fysiologiska förlopp genom att göra produktion och märkning "ex vivo" och sedan injicera i patienter. Under 60-talet gjordes flera prekliniska studier och grundläggande kemiska studier av kol-11. 1970 kontaktade Larsson den nyinstallerade professorn i organisk kemi Göran Bergson, och en forskargrupp med två forskarstuderande (Hans Lundqvist och Bengt Långström) bildades. Detta blev embryot av vad som skulle bli Uppsala PET-Center. PET-tekniken är idag kliniskt etablerad och är viktig inom biomedicinsk forskning såväl som vid framtagning av nya läkemedel.

### Riktad radionuklidteknik
Inom BNCT-projektet väcktes tanken på målsökning, det vill säga utvecklingen av substanser för selektiv bindning till tumörceller. En inspiration var också den snabba utvecklingen av antikroppar under 60-talet. Att ersätta boratomen med en radionuklid var också ett naturligt steg att ta. På initiativ av Larsson togs denna forskning upp av en doktorand Jörgen Carlsson och har lett fram till en vidareutveckling av de biologiska aspekterna av specifik målsökning radionuklider på cancerceller. Detta arbete har tillsammans med flera kollegor lett till flera prekliniska studier och ett antal kliniska studier.

## Utmärkelser
För sina bidrag till vetenskapen fick Larsson flera nationella och internationella priser genom åren, bland annat
- Guldkuggen för teknisk utveckling av Gammakniven
- Fairchildpriset, utdelat i Boston för utvecklingsarbete inom strålkirurgi.